# Kokofata
Kokofata è un comune rurale del Mali facente parte del circondario di Kita, nella regione di Kayes.
Il comune è composto da 17 nuclei abitati:
- Bafing–Makana
- Bilico
- Dalama
- Diba
- Djiguiya
- Fagala–Couta
- Kahélianding
- Kassadala
- Koha
- Kokofata
- Kologon
- Kougnoumaya
- Koumakiré
- Makana
- Marimbilia
- Sitanikoto
- Soukoutaling